# Liste der Münchner Buslinien

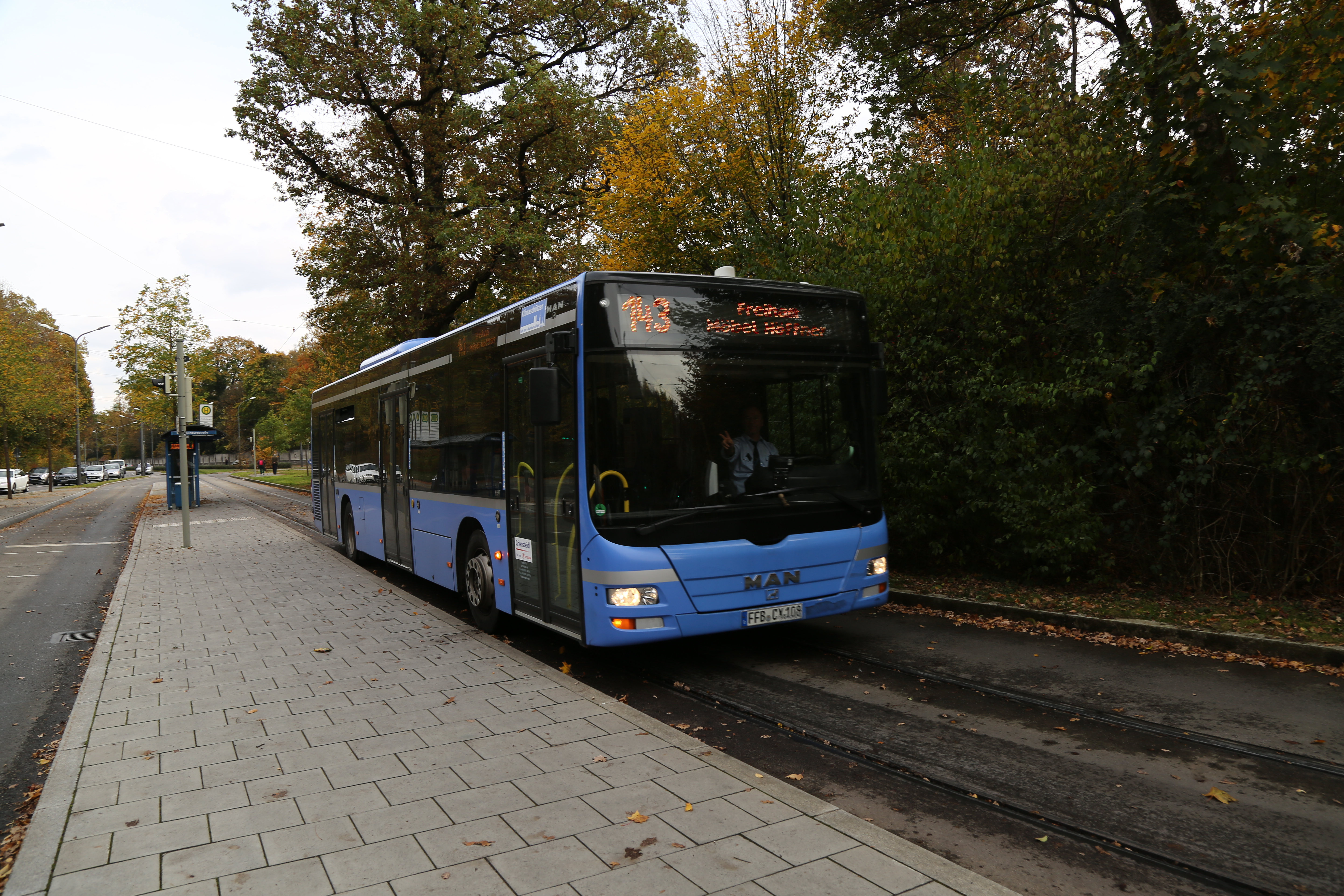
Im Auftrag der MVG verkehrender Stadtbus

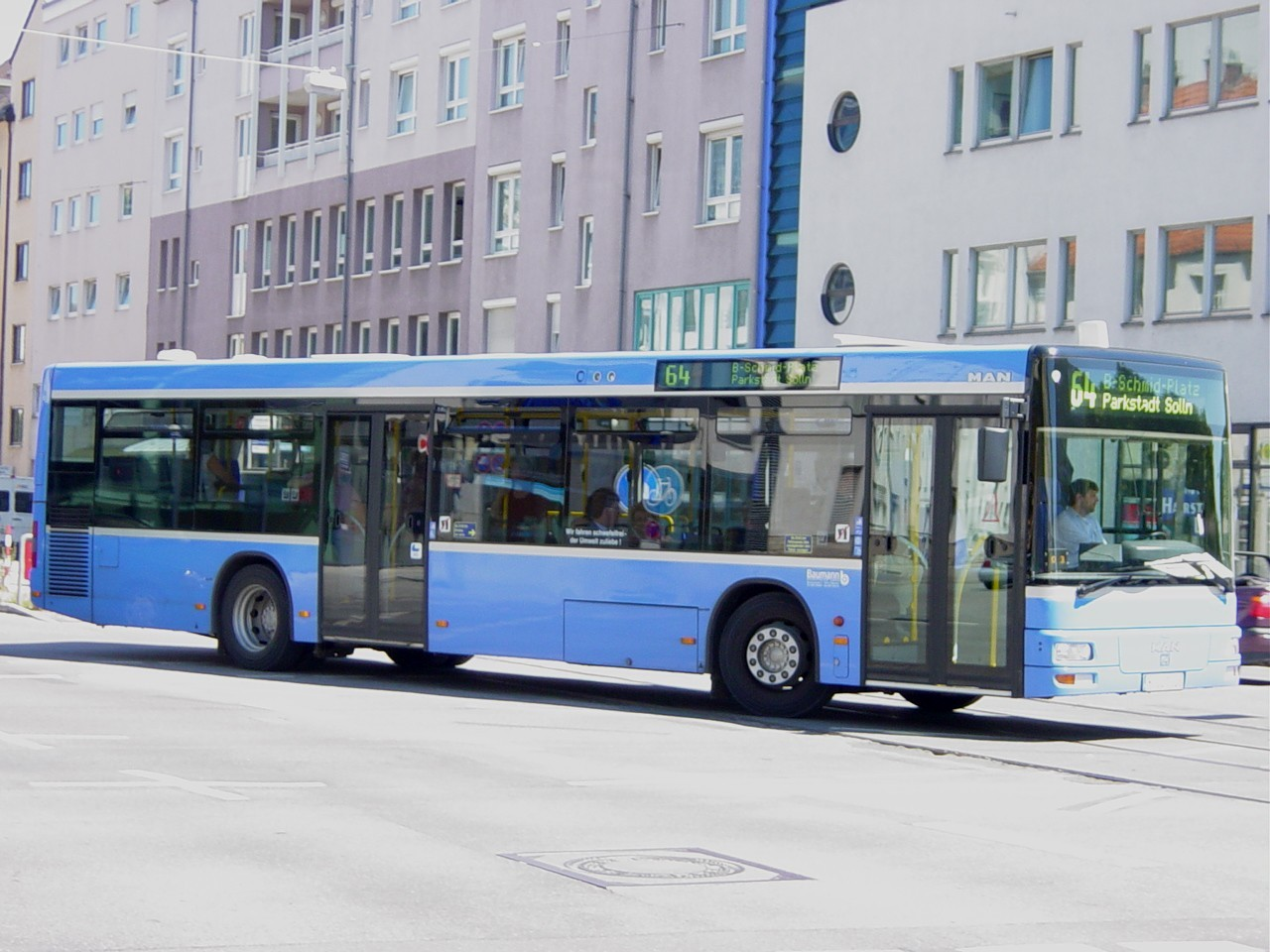
Im Auftrag der MVG betriebener MAN NL 263 (260 PS)

Die Liste der Münchner Buslinien enthält alle Buslinien des Münchner Busnetzes, welche von der Münchner Verkehrsgesellschaft (MVG) betrieben werden.
Die MVG ist eine Tochtergesellschaft der Stadtwerke München und operiert im Auftrag der Landeshauptstadt München. Sie vergibt allerdings einige Buslinien an Subunternehmer. Die Regionalbuslinien im Umland und die Mehrzahl der Buslinien, die die Stadtgrenze Münchens kreuzen, werden von privaten Busunternehmen im Auftrag des Münchner Verkehrs- und Tarifverbundes bzw. der Landkreise und Gemeinden betrieben. Wegen Streitigkeiten über die Zuständigkeit und Finanzierung zwischen der Landeshauptstadt und den Umlandgemeinden musste die MVG einige Buslinien an der Stadtgrenze kappen; seitdem kreuzen nur noch wenige Stadtbuslinien die Stadtgrenze.
Auch das Farbschema der Stadt- und Regionalbusse unterscheidet sich: Die Münchner Verkehrsgesellschaft und die von ihr beauftragten Unternehmen verwenden wie bei den neueren U- und Tram-Bahnen taubenblau und ein aluweißfarbener Streifen (ältere Fahrzeuge sind noch königsblau/reinweiß); für die Linien im Umland hat der Münchner Verkehrs- und Tarifverbund (MVV) ein Farbschema mit den Farben weiß/grün/blau entworfen; in den MVV nur teilweise integrierte Regionalbusse von DB Oberbayernbus und deren Auftragsunternehmer verkehren in verkehrsrot oder in den Farben des jeweiligen Busunternehmens.

## System

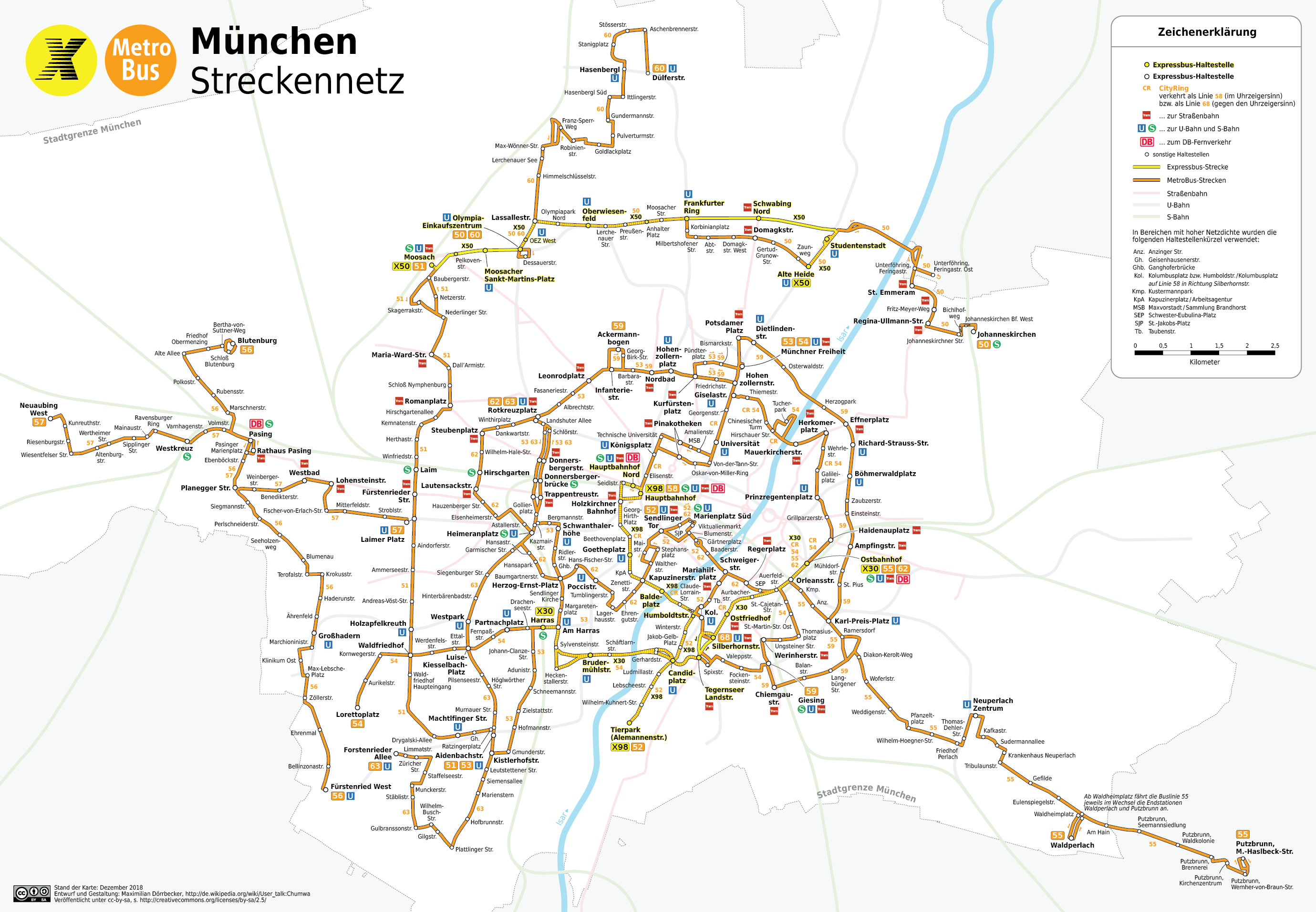
Netzplan der Münchner MetroBus-Linien

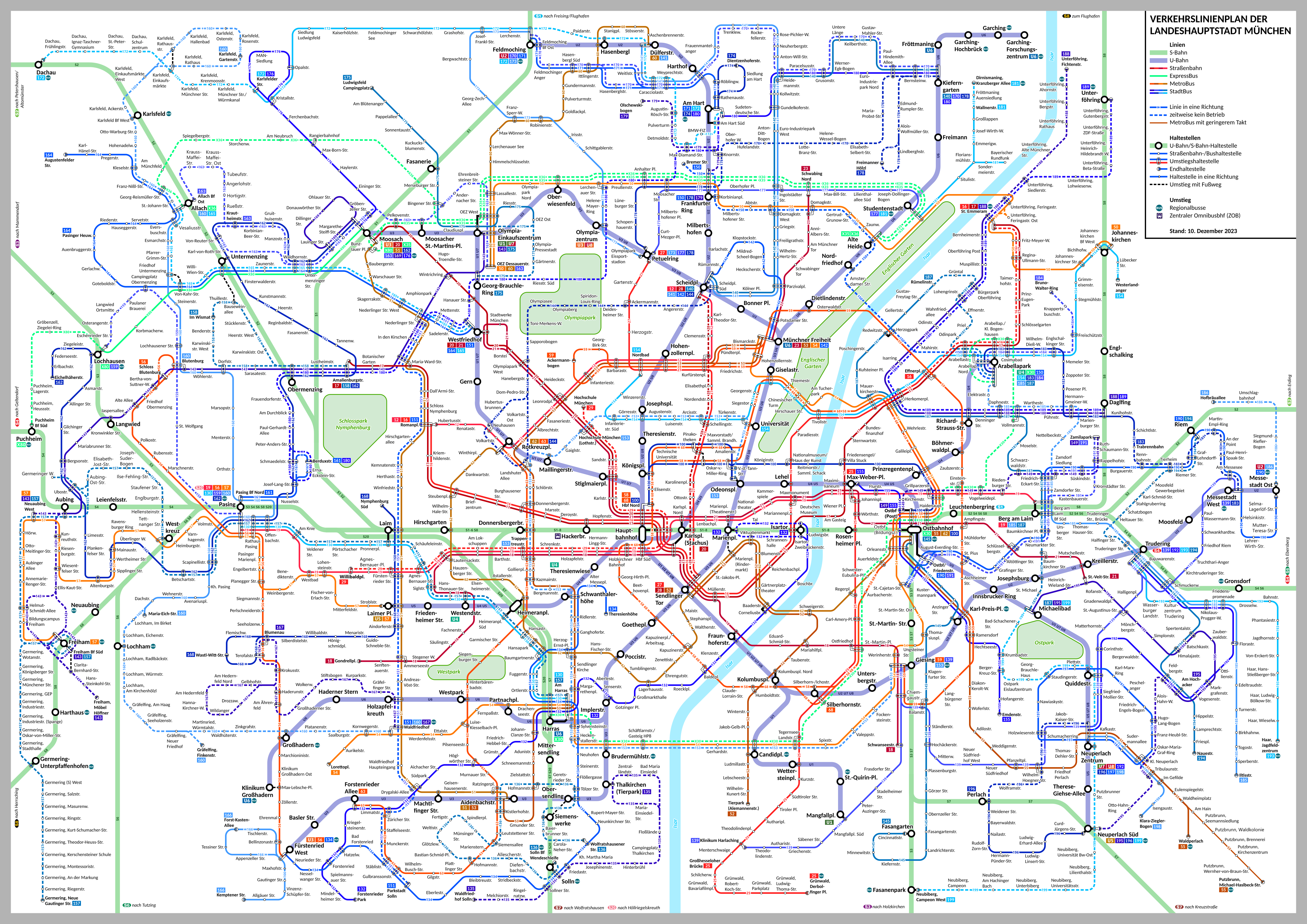
Gesamtnetzplan des Münchner Nahverkehrs

Zum 12. Dezember 2004 führte die Münchner Verkehrsgesellschaft unter dem Namen TopBus ein neues Liniensystem ein, das zwischen Metrobus-Linien, die verschiedene U-Bahnen und vor allem Stadtteile miteinander verbinden, und normalen StadtBus-Linien unterscheidet. Neu hinzugekommen ist die Bedienung bestimmter Strecken nur bei Bedarf, ein sogenannter TaxiBus, auch innerhalb des Stadtgebiets.
Die Liniennummern teilen sich wie folgt auf:
- X30, X35, X36 und X80: Expressbus-Linien
- 50 bis 68: MetroBus-Linien
- 90 bis 95: Museennachtbuslinien[1] und Musiknachtbuslinien[2]
- 96: BadeBus[3]
- 97: Shuttlebus zum Gasteig HP8 in der Schäftlarnstraße
- O7: Oldtimerlinie an Öffnungstagen des MVG Museums[4]
- 100 bis 199: Stadtbus-Linien
- N40 bis N45: Nachtbuslinien, die im inneren Stadtgebiet verkehren (jede Nacht)
- N71 bis N79: Nachtbuslinien, die am Stadtrand verkehren
- N80 und N81: Nachtbuslinien, die zum Teil im Landkreis Fürstenfeldbruck verkehren (täglich)
- ab 200: Regionalbuslinien.

## Buslinien

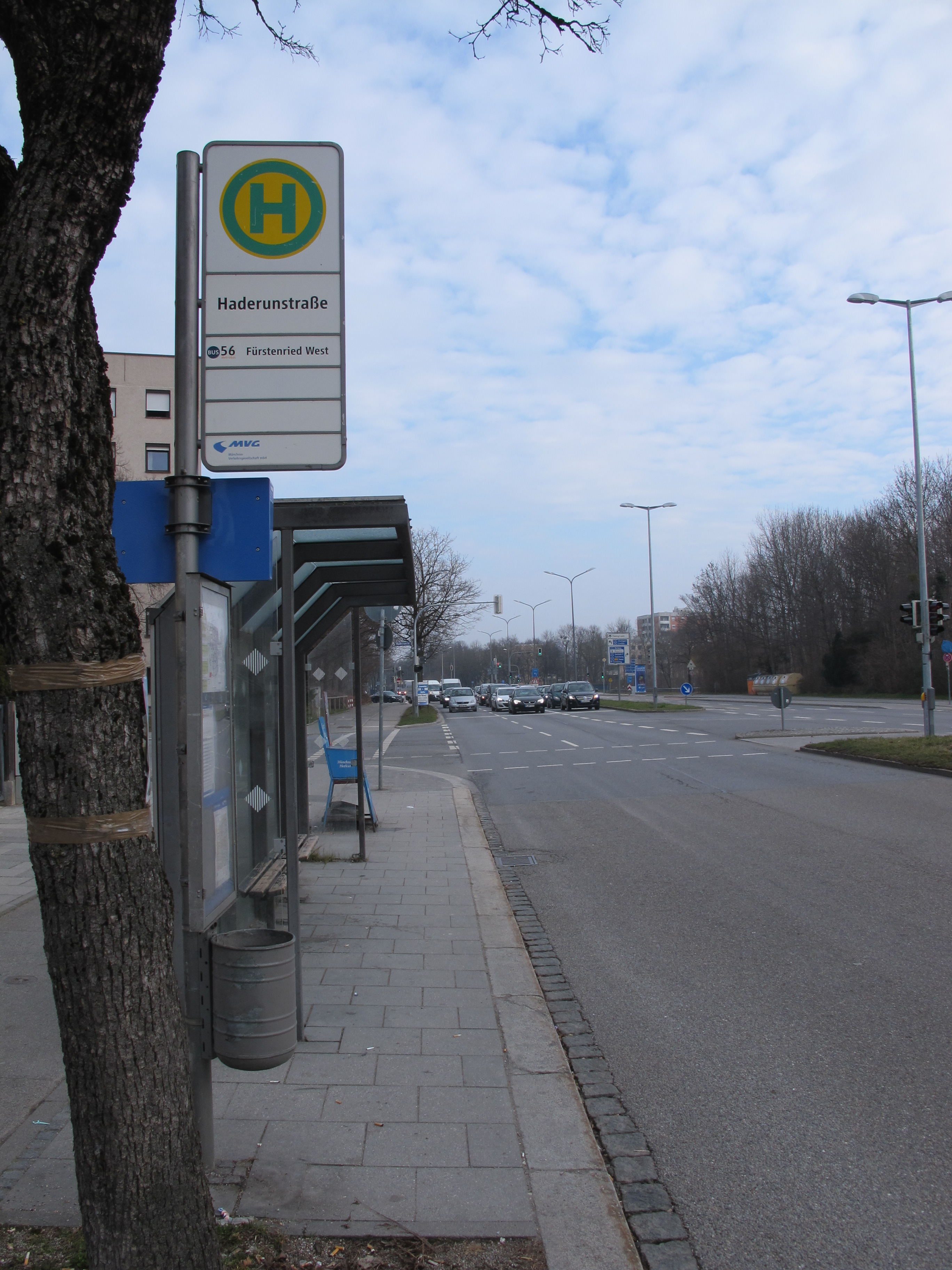
Haltestelle Haderunstraße, Linie 56

### Legende
- Linie: Gibt die Liniennummer an.
- Linienverlauf: Verlauf der Linie mit Anfangs- und Endhaltestellen, sowie Haltestellen mit Verknüpfung zu S- und U-Bahn, sowie Haltestellen an markanten Orten. Die Zahlen zwischen den Haltestellen gibt die Anzahl der jeweils hier nicht aufgeführten Haltepunkte an; bei abweichender Anzahl der Haltepunkte in Gegenrichtung steht diese hinter einem Schrägstrich.
- Haltestellen: Anzahl der angefahrenen Haltestellen auf Hin-/Rückweg.
- Fahrzeit: Planmäßige Fahrzeit der Linie für Hin-/Rückweg an Werktagen tagsüber. Standzeiten wurden rausgerechnet. Abends und am Wochenende sind die Fahrzeiten teilweise kürzer.
- Anmerkung: Eine eventuelle Anmerkung zu Linie bzw. Betrieb.
- Link LV: Verlinkt den Linienverlauf auf OpenStreetMap.[5]

### Liste
| Linie      | Linienverlauf | Halte- stellen | Fahr- zeit    | Anmerkung | Link LV    |
| ExpressBus | ExpressBus | ExpressBus     | ExpressBus    | ExpressBus | ExpressBus |
| ---------- | --- | -------------- | ------------- | --- | ---------- |
| X30        | Harras – Am Harras (nur hin) – Brudermühlstraße – Schäftlarnstraße / Gasteig HP8 – Candidplatz – Tegernseer Landstraße – Silberhornstraße – Ostfriedhof – Ostbahnhof – Haidenauplatz – Grillparzerstraße – Einsteinstraße – Vogelweideplatz – Vollmannstraße – Cosimabad – Arabellapark/Klinikum Bogenhausen – Arabellapark | 17/16          | 39            | Werktags von 6 bis 22 Uhr, samstags nur zwischen Harras und Ostbahnhof von 7 bis 22 Uhr. Kein Betrieb sonntags. | hin rück   |
| X35        | Moosach Bf – Pelkovenstraße – Moosacher St.-Martins-Platz – Olympia-Einkaufszentrum West – Oberwiesenfeld – Anhalter Platz – Frankfurter Ring – Schwabing Nord – Studentenstadt – Alte Heide | 10             | 25/26         | Betrieb von 6 bis 22 Uhr, kein Betrieb sonntags. Werktags von 7 bis 20 Uhr im 7/13-Minuten-Takt, sonst im 10-Minuten-Takt. | hin rück   |
| X36        | Allach Bf – 5 – Olympia-Einkaufszentrum West – Oberwiesenfeld – Anhalter Platz – Frankfurter Ring – Schwabing Nord – Studentenstadt – Alte Heide | 13             | 35/37         | Betrieb von 6 bis 22 Uhr im 20-Minuten-Takt, kein Betrieb sonntags. | hin rück   |
| X80        | Puchheim Bf Süd – Puchheim, Heussstraße – Puchheim, Lagerstraße – Gröbenzell, Ziegeleiring – Lochhausen Bf – Korbmacherweg – Von-Kahr-Straße – Untermenzing Bf – Moosach Bf | 9              | 31            | Betrieb werktags von 5 bis 22 Uhr, samstags von 7 bis 22 Uhr. Sonntags nur zwischen Lochhausen und Moosach | hin rück   |
| MetroBus   | |                |               | |            |
| 50         | Dessauerstraße – Olympia-Einkaufszentrum – 3 – Oberwiesenfeld – 4 – Frankfurter Ring – 7 – Alte Heide – Studentenstadt – Unterföhring, Feringastraße – 1 – St. Emmeram – 4 – Johanneskirchen Bf | 28             | 41            | | hin rück   |
| 51         | Moosach Bf – 9/6 – Schloss Nymphenburg – 5 – Laim Bf – 1 – Laimer Platz – 3 – Holzapfelkreuth – Waldfriedhof – 2 – Machtlfinger Straße – 2 – Aidenbachstraße | 30/27          | 42/41         | | hin rück   |
| 52         | Sendlinger Tor – 1 – Marienplatz (Rindermarkt) – Viktualienmarkt – 1 – Gärtnerplatztheater – 2 – Mariahilfplatz – 1 – Kolumbusplatz (Nord) – 3 – Candidplatz – 3 – Tierpark (Alemannenstraße) | 19             | 23/24         | | hin rück   |
| 53         | Münchner Freiheit – 3 – Hohenzollernplatz – Nordbad – 5 – Rotkreuzplatz – 3 – Donnersbergerbrücke – Trappentreustraße – 3 – Schwanthalerhöhe – 3 – Sendlinger Kirche – 2 – Harras – 7 – Aidenbachstraße | 36             | 49/51         | | hin rück   |
| 54         | Münchner Freiheit – 1 – Giselastraße – 1 – Chinesischer Turm – 6 – Prinzregentenplatz – 2 – Ostbahnhof – 6 – Giesing Bf – 4 – Candidplatz – 2 – Brudermühlstraße – 2/3 – Harras – 1 – Partnachplatz – 4 – Waldfriedhof – 2 – Lorettoplatz                                                                                   | 43/44          | 65/66         | | hin rück   |
| 55         | Ostbahnhof – 3/2 – Karl-Preis-Platz – 9 – Neuperlach Zentrum – 2 – Klinikum Neuperlach – 10 – Putzbrunn, Michael-Haslbeck-Straße | 29/28          | 38/36         | Jede vierte Fahrt der Linie, in der HVZ jede zweite | hin rück   |
| 55         | Ostbahnhof – 3/2 – Karl-Preis-Platz – 9 – Neuperlach Zentrum – 2 – Klinikum Neuperlach – 4/5 – Waldperlach (Süd) | 23             | 28            | | hin rück   |
| 56         | Schloss Blutenburg – 6/7 – Pasing Bf – 0/1 – Pasinger Marienplatz – 5 – Blumenau – 4 – Großhadern – 6 – Fürstenried West | 27/29          | 35/37         | | hin rück   |
| 57         | Freiham Bf – 6/5 – Neuaubing West – 8 – Westkreuz Bf – 2 – Pasing Bf – 0/1 – Pasinger Marienplatz – 4 – Westbad – 4 – Laimer Platz | 31             | 44/43         | In den HVZ zwischen Neuaubing West und Pasing Bf alle 5 Minuten. Zwischen Freiham und Neuaubing West alle 20 Minuten. | hin rück   |
| 58 68      | Hauptbahnhof Nord – 3 – Pinakotheken – 4 – Giselastraße – 1 – Chinesischer Turm – 5/6 – Prinzregentenplatz – 2 – Ostbahnhof – 4 – Silberhornstraße – Kolumbusplatz – 5/4 – Goetheplatz – 2/3 – Hauptbahnhof Nord | 36/37          | 58/56         | Linie 58 ist der CityRing Innen (wie beschrieben im Uhrzeigersinn), Linie 68 der CityRing Außen (Gegenrichtung im Gegenuhrzeigersinn). Zwischen Silberhornstraße und Hauptbahnhof via Goetheplatz werktags tagsüber im 5-Minuten-Takt. | 58 68      |
| 59         | Ackermannbogen – 3 – Hohenzollernplatz – 3 – Münchner Freiheit – 1 – Dietlindenstraße – 2 – Effnerplatz – Richard-Strauss-Straße – Böhmerwaldplatz – 6 – Karl-Preis-Platz – 4 – Giesing Bf | 28             | 44/48         | | hin rück   |
| 60         | Dülferstraße – 3 – Hasenbergl – 8 – Lerchenauer See – 3 – Olympia-Einkaufszentrum – Dessauerstraße | 19             | 28/27         | | hin rück   |
| 62         | Rotkreuzplatz – 5/4 – Hirschgarten Bf – 4 – Heimeranplatz – 5 – Poccistraße – 7 – Sendlinger Tor – 1 – Marienplatz (Rindermarkt) – Viktualienmarkt – 1 – Gärtnerplatztheater – 6 – Ostbahnhof | 38/37          | 51/52         | | hin rück   |
| 63         | Rotkreuzplatz – 3 – Donnersbergerbrücke – Trappentreustraße – 2 – Heimeranplatz – 3 – Westpark – Luise-Kiesselbach-Platz – 4 – Aidenbachstraße – 14 – Forstenrieder Allee | 34             | 42/43         | | hin rück   |
| StadtBus   | |                |               | |            |
| 100        | Hauptbahnhof Nord – 2/1 – Königsplatz – Technische Universität – Pinakotheken – 2/3 – Odeonsplatz – 2 – Nationalmuseum/Haus der Kunst – Reitmorstraße/Sammlung Schack – Friedensengel/Villa Stuck – Prinzregentenplatz – 2 – Ostbahnhof                                                                                     | 18             | 26/25         | Als „Museenlinie“ kommuniziert | hin rück   |
| 130        | Pasing Bf – 6 – Laim Bf – 4 – Westendstraße – Heimeranplatz Süd – 5/4 – Harras – Am Harras | 21/20          | 36/31         | Betrieb sonn- und feiertags ab 8 Uhr. Zeitweise abwechselnd mit Linie 157. | hin rück   |
| 132        | Forstenrieder Park – 5 – Forstenrieder Allee – 3 – Südpark – 5 – Harras – 4 – Implerstraße – 6/5 – Fraunhoferstraße – 2 – Ludwigsbrücke (nur hin) – Isartor – 1 – Marienplatz | 35/33          | 48/50         | Abschnitt Isartor – Marienplatz ab 9 Uhr, tagsüber zwischen Implerstraße und Marienplatz verdichtet | hin rück   |
| 134        | Theresienhöhe – 1 – Schwanthalerhöhe – 6 – Harras – 7/6 – Obersendling – 5 – Solln Bf – 4 – Parkstadt Solln – 4 – Forstenried – 2 – Fürstenried West | 37/36          | 50/49         | | hin rück   |
| 135        | Thalkirchen (Tierpark) – 2/1 – Floßlände – 4 – Solln Bf – 3 – Waldfriedhof Solln | 13/12          | 14/16         | Ab 21 Uhr nur im Sommer zwischen Thalkirchen und Solln Bf. Kein Betrieb ab 22 Uhr sowie am Wochenende vor 8 Uhr. | hin rück   |
| 136        | Solln Bf Wendeschleife – 13 – Aidenbachstraße – 4/3 – Obersendling – Siemenswerke – 2 – Wolfratshauser Straße | 24/23          | 25/26         | Kein Betrieb ab 20:30 Uhr sowie an Sonn- und Feiertagen | hin rück   |
| 139        | Klinikum Harlaching – 5 – Mangfallplatz – 5 – Giesing Bf – 6 – Neuer Südfriedhof – Pfanzeltplatz – 3 – Neuperlach Zentrum – 1 – Quiddestraße – 5 – Trudering Bf – 8 – Messestadt West | 42             | 62            | Fährt weiter als Linie 183 (innerhalb deren Betriebszeiten) | hin rück   |
| 140        | Kieferngarten – 10 – Euro-Industriepark West – Ingolstädter Straße – 7 – Scheidplatz | 21             | 29/28         | | hin rück   |
| 141        | Dülferstraße – 3/2 – Harthof – 9 – Euro-Industriepark West – Ingolstädter Straße – 7 – Scheidplatz | 24/23          | 31/32         | | hin rück   |
| 142        | Scheidplatz – 7/6 – Münchner Freiheit | 9/8            | 11            | Fährt weiter als Linie 54 | hin rück   |
| 143        | Freiham, Möbel Höffner – 2 – Freiham Bf – 4 – Aubing Bf – 4 – Langwied Bf – 5/4 – Blutenburg – 4 – Obermenzing Bf – 2 – Botanischer Garten – 5 – Georg-Brauchle-Ring – Olympia-Einkaufszentrum | 35/34          | 45/47         | Abends sowie an Sonn- und Feiertagen Betrieb nur zwischen Aubing Bf (Endstelle Neuaubing West) und Olympia-Einkaufszentrum | hin rück   |
| 144        | Scheidplatz – 4/5 – Olympiaberg – Olympiasee – 2/1 – Olympiapark West – 4/3 – Rotkreuzplatz | 15/14          | 22/19         | Mo–Fr verkehrt die Linie von etwa 6 bis 21 Uhr, Samstag etwa 7 bis 21 Uhr, Sonntag etwa 9 bis 20 Uhr | hin rück   |
| 145        | Ostbahnhof – 3 – Karl-Preis-Platz – 13 – Fasangarten Bf | 19             | 21/22         | | hin rück   |
| 149        | Ostbahnhof (Post) – 2 – Einsteinstraße – 4 – Zamdorf Siedlung – 2/3 – Zamilapark | 12/13          | 15/17         | Von Linie 155 kommend. Kein Betrieb am Wochenende. | hin rück   |
| 150        | Bremer Straße – Frankfurter Ring – 7 – Alte Heide – Nordfriedhof – 2/4 – Arabellapark | 14/16          | 25/24         | Kein Betrieb am Wochenende. | hin rück   |
| 151        | Westfriedhof – 6 – Schloss Nymphenburg – 5 – Laim Bf – 1 – Laimer Platz – 3 – Holzapfelkreuth – Waldfriedhof – 7 – Parkstadt Solln | 29             | 44/41         | Verläuft teilweise auf dem Weg der Linie 51; kein Betrieb vormittags auf den Abschnitten Waldfriedhof – Parkstadt Solln und Westfriedhof – Romanplatz; am Wochenende kein Betrieb                                                      | hin rück   |
| 153        | (Giesing Bf – 4 – Candidplatz – 2 – Brudermühlstraße – 2/3 – Am Harras – 5 – Schwanthalerhöhe – 3 – ) Trappentreustraße – Donnersbergerbrücke – 3 – Maillingerstraße – 1 – Hochschule München (Lothstraße) – 2 – Josephsplatz – 5 – Universität – 1 – Odeonsplatz                                                           | 19 (39/40)     | 27/26 (56/58) | Verkehrt Montag bis Freitag von 6 Uhr bis 22 Uhr. Zwischen Giesing und Trappentreustraße nur in der HVZ an Schultagen. | hin rück   |
| 154        | Nordbad – 3 – Josephsplatz – 5 – Universität – 1 – Giselastraße – 1 – Chinesischer Turm – 3/4 – Effnerplatz – 1 – Arabellapark Nord – 1 – Cosimabad – 7 – Johanneskirchen Bf – 1 – Westerlandanger | 33/34          | 44            | | hin rück   |
| 155        | Max-Weber-Platz – 2 – Ostbahnhof (Post) – 4/2 – Karl-Preis-Platz – Ramersdorf – 4 – Emdenstraße | 15/13          | 18            | Verstärkt Linie 55 zwischen Ostbahnhof und Ramersdorf. Jede zweite Fahrt werktags von Linie 149 kommend ab Ostbahnhof. | hin rück   |
| 157        | Germering, Neue Gautinger Straße – 10/8 – Germering-Unterpfaffenhofen (S) – 9/8 – Freiham Bf – 6/7 – Aubing Bf – 8 – Westkreuz Bf – 2 – Pasing Bf – 6 – Laim Bf – 4 – Westendstraße – Heimeranplatz Süd – 5/4 – Harras – Am Harras                                                                                          | 61/58          | 92/90         | Sa, So & Feiertags nur zwischen Germering, Neue Gautinger Straße und Freiham Bf. Zwischen Pasing Bf und Am Harras abwechselnd mit Linie 130.                                                                                           | hin rück   |
| 158        | Im Wismat – 5/4 – Obermenzing Bf – 1 – Amalienburgstraße | 9/8            | 10            | Kleinbuslinie; kein Betrieb an Sonn- und Feiertagen | hin rück   |
| 159        | Lochhausen Bf – 2 – Langwied Ortsmitte – Paulaner Brauerei – 2 – Blutenburg – Pasing Bf | 9              | 21/19         | Kein Betrieb am Samstag, eine Fahrt von Pasing Bf nach Paulaner Brauerei am Sonntag | hin rück   |
| 160        | Karlsfeld, Gartenstraße – 5/4 – Karlsfeld Bf West – 5 – Allach Bf – 6 – Blutenburg – 5 – Pasing Bf Nord – 2 – Pasing Bf – 1 – Krankenhaus Pasing – 3 – Maria-Eich-Straße | 35/34          | 55/57         | Zwischen Karlsfeld und Allach außerhalb der HVZ nur jede zweite Fahrt und kein Betrieb sonntags | hin rück   |
| 160        | (Blutenburg – 5 – Pasing Bf Nord – 2 – )Pasing Bf – 1 – Krankenhaus Pasing – 5 – Lochham Bf – 5 – Gräfelfing, Neuer Friedhof \| – Gräfelfing, Finkenstraße \| – Martinsried, Würmtalstraße – 2 – Großhadern – 3/4 – Waldfriedhof (Wendeschleife)                                                                            | 23/24 (32/33)  | 30/32 (44/48) | Am Samstag nur zwischen Pasing und Gräfelfing, Finkenstraße; kein Betrieb sonntags | hin rück   |
| 161        | Pasing Bf Nord – 4/3 – Berduxstraße | 6/5            |               | | hin rück   |
| 162        | Eichelhäherstraße – 3/2 – Lochhausen Bf – 14 – Pasing Bf – 9 – Obermenzing Bf – 7 – Untermenzing Bf – 10 – Moosach Bf | 49/48          | 63/62         | | hin rück   |
| 163        | Allach Bf Ost – 14 – Moosach Bf – 2 – Moosacher St.-Martins-Platz – 5 – Olympia-Einkaufszentrum – Dessauerstraße | 26             | 31/32         | Zwischen Allach Bf Ost und Krautheimstraße nur zeitweise; kein Betrieb abends und sonntags | hin rück   |
| 164        | Augustenfelder Straße – 6 – Allach Bf – 12 – Untermenzing Bf – 8/7 – Westfriedhof | 30/29          | 40/41         | Zwischen Von-Kahr-Straße und Westfriedhof gleicher Weg wie Linie 165; fährt abends teilweise als Taxibus | hin rück   |
| 165        | Allach Bf – 6 – Untermenzing Bf – 8/7 – Westfriedhof | 17/16          | 22/20         | Zwischen Von-Kahr-Straße und Westfriedhof gleicher Weg wie Linie 164; Betrieb bis etwa 20 Uhr | hin rück   |
| 166        | Forst-Kasten-Allee – 2 – Fürstenried West – 3/4 – Kemptener Straße | 8/9            | 11/14         | | hin rück   |
| 167        | Blumenau – 13/15 – Holzapfelkreuth – Waldfriedhof (Wendeschleife) | 16/18          | 23            | Täglich 12 Fahrten im Stunden-Takt, von 8 bis 20 Uhr, nur werktags. Standzeit an der Haltestelle Krokusstraße nicht berücksichtigt. | hin rück   |
| 168        | Wastl-Witt-Straße – 1 – Blumenau – 6 – Laimer Platz – 1 – Laim Bf – Nymphenburg Süd | 13             | 19            | | hin rück   |
| 169        | Moosach Bf – 6 – Moosach Bf | 7              | 7             | Ringlinie in eine Richtung | 169        |
| 170        | Feldmoching Bf – 2 – Hasenbergl Süd – 4 – Harthof – 14 – Kieferngarten | 24             | 34/33         | Betrieb bis etwa 20:30 Uhr, samstags nur zwischen Kieferngarten und Heidemannstraße, ab dort weiter als Linie 141 bis Dülferstraße; kein Betrieb an Sonn- und Feiertagen                                                               | hin rück   |
| 171        | Feldmoching Bf – 2 – Hasenbergl Süd – 4 – Harthof – 2 – Am Hart | 12             | 16            | | hin rück   |
| 172        | Dachau Bf – 5 – Karlsfeld, Münchner Straße – 5 – Siedlung Ludwigsfeld – 1 – Feldmochinger See – 4 – Feldmoching Bf – 1 – Hasenbergl – Dülferstraße – 7/6 – BMW-FIZ – 1 – Am Hart | 33/32          | 43/45         | Kein Betrieb zwischen Feldmoching und Am Hart am Wochenende | hin rück   |
| 173        | Feldmoching Bf – 9 – Olympiazentrum – Olympiapark Eissportstadion – Petuelring | 13             | 19/20         | | hin rück   |
| 174        | Dientzenhoferstraße – 2 – Am Hart | 4              | 5/4           | | hin rück   |
| 175        | Ludwigsfeld (Campingplatz) – 4 – Fasanerie Bf – 3 – Olympia-Einkaufszentrum – 3/2 – Olympia-Pressestadt – 1/2 – Georg-Brauchle-Ring | 16             | 23            | | hin rück   |
| 176        | Karlsfelder Straße – MAN, Siedlung (nur rück) – 2/3 – Rangierbahnhof – 4 – Moosach Bf | 9/11           | 12/18         | Bildet mit der großteils parallel verlaufenden Regionalbuslinie 710 in der Hauptverkehrszeit einen 10-Minuten-Takt, ansonsten einen 20-Minuten-Takt                                                                                    | hin rück   |
| 177        | Petuelring – 3 – Frankfurter Ring – 1 – Ingolstädter Straße – 4 – Studentenstadt | 12             | 17/19         | | hin rück   |
| 178        | Freimanner Hölzl – 4/3 – Kieferngarten– 9 – Frankfurter Ring – 4 – Petuelring | 21/20          | 30            | Zwischen Freimanner Hölzl und Kieferngarten nur werktags bis 20:30 Uhr. Zwischen Kieferngarten und Frankfurter Ring nur Mo–Sa von 6:30 bis 22:30 Uhr.                                                                                  | hin rück   |
| 179        | Olschewskibogen – 5 – Frankfurter Ring | 7              | 10/8          | Kein Betrieb sonntags | hin rück   |
| 180        | Kieferngarten – 2 – Euro-Industriepark Nord – 7/8 – Am Hart Süd – 6 – Olympiazentrum – 1 – Georg-Brauchle-Ring – 2 – Westfriedhof – 5 – Botanischer Garten – 2 – Obermenzing Bf – 4/5 – Berduxstraße | 38             | 61/57         | Sonntags nur zwischen Kieferngarten und Am Hart. | hin rück   |
| 181        | (Dirnismaning, Kranzberger Allee – Fröttmaning Auensiedlung –) Wallnerstraße – 5 – Bayerischer Rundfunk – 3 – Studentenstadt | 11             | 11/10         | Nur zwei Fahrten täglich zwischen Dirnismaning und Wallnerstraße; Verstärkerfahrten zur Hauptverkehrszeit zwischen Wallnerstraße und Studentenstadt nicht über den Bayerischen Rundfunk                                                | hin rück   |
| 183        | Arabellapark – 2/1 – Cosimabad – 7/8 – Daglfing Bf Ost – 2 – Trabrennbahn – 7/8 – Messestadt West | 24/25          | 28            | Fährt von Messestadt West weiter als Linie 139 Richtung Trudering. Abends nur bis Trabrennbahn, morgens am Wochenende nur bis Daglfing Bf.                                                                                             | hin rück   |
| 184        | Arabellapark – 2/1 – Cosimabad – 4 – Bruno-Walter-Ring | 9/8            | 9             | Kein Betrieb ab 20 Uhr | hin rück   |
| 185        | Arabellapark – 8/9 – Berg am Laim Bf – 5 – Trudering Bf – 10 – Iltisstraße | 27/28          | 34/32         | | hin rück   |
| 186        | Hofbräuallee – 2 – Messestadt Ost | 4              | 5/6           | Fährt als Linie 190 weiter Richtung Riem; nur vier Fahrten morgens sowie fünf nachmittags; kein Betrieb am Wochenende | hin rück   |
| 187        | Arabellapark – 4/3 – Effnerstraße (nur rück) – 1 – Bürgerpark Oberföhring – 9 – Richard-Strauss-Straße – 6/7 – Berg am Laim Bf – 3 – Josephsburg – 1 – Michaelibad | 30/31          | 40/39         | Kein Betrieb sonntags zwischen Berg am Laim Bf und Michaelibad | hin rück   |
| 188        | Unterföhring, Fichtenstraße – 6 – St. Emmeram – 3 – Bürgerpark Oberföhring – 6 – Richard-Strauss-Straße – 7 – Daglfing Bf West | 27             | 29            | Am Wochenende zwischen St. Emmeram und Unterföhring 40-min-Takt. Im Münchner Stadtgebiet verdichtet durch Linie 189. | hin rück   |
| 189        | Unterföhring Bf – 5/4 – St. Emmeram – 3 – Bürgerpark Oberföhring – 6 – Richard-Strauss-Straße – 7 – Daglfing Bf West | 26/25          | 30            | Verstärkt Linie 188 abschnittsweise. Kein Betrieb am Wochenende und an Feiertagen. | hin rück   |
| 190        | Ostbahnhof/Friedenstraße (nur hin) – 0/1 – Ostbahnhof/Friedenstraße – 8 – Berg am Laim Bf – 2/1 – Zamdorf Siedlung – 6 – Riem Bf – 4 – Messestadt West – 4 – Messestadt Ost | 30/31          | 38/50         | Fährt zur Hauptverkehrszeit teilweise ab Messestadt Ost als Linie 186 weiter Richtung Hofbräuallee | hin rück   |
| 191        | Ostbahnhof/Friedenstraße (nur hin) – 0/1 – Ostbahnhof/Friedenstraße – 8 – Berg am Laim Bf – 2/1 – Zamdorf Siedlung – 2/3 – Zamilapark | 16/18          | 19/31         | Beschriebener Linienweg nur nachmittags, Rückweg nur vormittags; fährt bis etwa 20:30 Uhr, kein Betrieb an Sonn- und Feiertagen | hin rück   |
| 191        | Ostbahnhof/Friedenstraße (nur hin) – 0/1 – Ostbahnhof/Friedenstraße – 8 – Berg am Laim Bf – Kastenbauerstraße – 2/3 – Zamilapark | 14/17          | 19/31         | Beschriebener Linienweg nur vormittags, Rückweg nur nachmittags; fährt bis etwa 20:30 Uhr, kein Betrieb an Sonn- und Feiertagen | hin rück   |
| 192        | Trudering Bf – 6/7 – Vogesenstraße – 4 – Quiddestraße – 1 – Neuperlach Zentrum | 15/16          | 21/23         | | hin rück   |
| 193        | Trudering Bf – 4 – Friedenspromenade – 7 – Haar, Jagdfeldzentrum | 14             | 18            | | hin rück   |
| 194        | Riem Bf – 3 – Moosfeld Gewerbegebiet – 6 – Trudering Bf – 10 – Nauestraße | 22             | 32/30         | Kein Betrieb zwischen Riem Bf und Trudering Bf am Wochenende | hin rück   |
| 195        | Michaelibad – 1 – St.-Veit-Straße – 11 – Am Hochacker – 4 –Klinikum Neuperlach – 2 – Neuperlach Süd | 23             | 28            | Am Michaelibad mit Linie 199 verknüpft. Am Wochenende nur zwischen Michaelibad und Am Hochacker. | hin rück   |
| 196        | Neuperlach Zentrum – 4 – Perlach Bf – 8 – Neuperlach Süd | 15             | 21/19         | Betrieb bis 22 Uhr. Sonntags nur zwischen Perlach Bf und Neuperlach Süd. | hin rück   |
| 197        | Neuperlach Zentrum – 5 – Quiddestraße – 5 – Klinikum Neuperlach – 2 – Neuperlach Zentrum | 16             | 20            | Der beschriebene Linienweg verläuft im Uhrzeigersinn und wird als „Innenring“ kommuniziert, die Gegenrichtung als „Außenring“ | hin rück   |
| 198        | Neuperlach Zentrum – 2 – Klinikum Neuperlach – 3 – Klara-Ziegler-Bogen | 8              | 9             | | hin rück   |
| 199        | Michaelibad – 7 – Quiddestraße – 1 – Neuperlach Zentrum – 1 – Neuperlach Süd – 3 – Unterbiberg – 2 – Neubiberg, Campeon West | 20             | 31/33         | Am Michaelibad mit Linie 195 verknüpft. Abends kein Betrieb, sonntags nur zwischen Michaelibad und Neuperlach Süd. | hin rück   |
| Nachtbus   | |                |               | |            |
| N40        | Kieferngarten – 4 – Studentenstadt – 10 – Münchner Freiheit – 6 – Karlsplatz (Stachus) – 5 – Am Harras – 8 – Holzapfelkreuth – 6/7 – Klinikum Großhadern | 46/47          | 56/55         | | hin rück   |
| N41        | Feldmoching Bf – 11/10 – Am Hart – 5 – Scheidplatz Süd – 3 – Münchner Freiheit – 6 – Karlsplatz (Stachus) – 5 – Am Harras – 6/7 – Aidenbachstraße – 15 – Fürstenried West | 60             | 70            | Bedient am Wochenende abwechselnd die Kurse Feldmoching – Aidenbachstraße sowie Am Hart – Fürstenried West | hin rück   |
| N43 N44    | Ostbahnhof – 6 – Giesing Bf – 9/10 – Am Harras – 10 – Hirschgarten Bf – 4 – Rotkreuzplatz – 10 – Münchner Freiheit – 6/7 – Herkomerplatz – 5 – Ostbahnhof | 59/61          | 66/70         | Ringlinie; Linie N43 fährt im Uhrzeigersinn wie beschrieben, Linie N44 fährt in Gegenrichtung gegen den Uhrzeigersinn | N43 N44    |
| N45        | Münchner Freiheit – 6 – Karlsplatz (Stachus) – 8/7 – Silberhornstraße – 6 – Ostbahnhof – 3/2 – Karl-Preis-Platz – 11/8 – Quiddestraße (nur hin) – 5/0 – Klinikum Neuperlach (nur hin) – 4 – Waldperlach | 50/43          | 56/47         | Nicht integriert in den Sammelanschluss am Stachus. Fährt bei Ankunft in Waldperlach direkt zurück. | hin rück   |
| N71        | Karlsfeld, Gartenstraße – 4/5 – Karlsfelder Straße – 2/4 – Ludwigsfeld (Campingplatz) – 4 – Fasanerie Bf – 3 – Olympia-Einkaufszentrum – 2/3 – Westfriedhof | 21/25          | 23/30         | Verkehrt nur in Nächten vor Samstagen, Sonntagen und Feiertagen. Endet in Karlsfeld in einer Schleifenfahrt ohne Standzeit. | hin rück   |
| N72        | St. Emmeram – 5/8 – Cosimabad – Klinikum Bogenhausen – Arabellapark – 1 – Effnerplatz – Herkomerplatz | 12/15          | 10/12         | Endet in St. Emmeram in einer Schleifenfahrt ohne Standzeit. | hin rück   |
| N74        | Ostbahnhof – 8/6 – Zamdorf Siedlung – 11/12 – Messestadt Ost | 21/20          | 21/19         | | hin rück   |
| N75        | Ostbahnhof – 3/2 – Karl-Preis-Platz – 10 – Kiefernstraße | 16/15          | 15/14         | Verkehrt nur in Nächten vor Samstagen, Sonntagen und Feiertagen. Endhaltestelle Kiefernstraße in Schleifenfahrt ohne Standzeit. | hin rück   |
| N76        | Dülferstraße – 0/3 – Hasenbergl – 7 – Lerchenauer See – 5 – Olympiazentrum – 1 – Petuelring | 19/22          | 23            | Verkehrt nur in Nächten vor Samstagen, Sonntagen und Feiertagen. Endhaltestelle Dülferstraße in Schleifenfahrt ohne Standzeiten. | hin rück   |
| N77        | Neuaubing West – 8 – Westkreuz Bf – 2 – Pasing Bf - 5 - Berduxstraße | 13             | 12/13         | Verkehrt nur in Nächten vor Samstagen, Sonntagen und Feiertagen | hin rück   |
| N78        | Blutenburg – 3/4 – Obermenzing Bf (nur hin) – Untermenzing Bf (nur rück) – 5/8 – Schloss Nymphenburg – Romanplatz – 4 – Laim Bf – 10/8 – Blumenau | 28/30          | 24/29         | Verkehrt nur in Nächten vor Samstagen, Sonntagen und Feiertagen. Beide Endhaltestellen in Schleifenfahrten ohne Standzeiten. | hin rück   |
| N79        | Neuperlach Süd – 1 – Neuperlach Zentrum – 1 – Quiddestraße – 5 – St.-Veit-Straße – 3 – Trudering Bf – 18/17 Haar, Ludwig-Moser-Straße | 35/34          | 33/32         | Verkehrt nur in Nächten vor Samstagen, Sonntagen und Feiertagen | hin rück   |
| N80 N81    | Pasing Bf – 3 – Neuaubing Bf – 7 – Germering, Rathaus – 2 – Puchheim Ort, Kirche – 9/7 – Puchheim Bf, Heuss-Straße – 5 – Gröbenzell, Puchheimer Straße – 6 – Lochhausen Bf – 6 – Langwied Bf – 5 – Pasing Bf | 50/51          | 53/57         | Ringlinie durch Stadtteile und Vororte westlich von Pasing; Linie N80 fährt die Route wie beschrieben im Uhrzeigersinn, Linie N81 fährt gegen den Uhrzeigersinn                                                                        | N80 N81    |

### Regionalbuslinien
Neben den von der MVG betriebenen bzw. beauftragten Stadtbuslinien verkehren vor allem in der Nähe der Stadtgrenze einzelne Regionalbuslinien, für deren Unterhalt die angrenzenden Landkreise zuständig sind. Folgende Linien bedienen längere Streckenabschnitte im Stadtgebiet und realisieren damit neben der Anbindung von Nachbargemeinden an München auch Verbindungen innerhalb Münchens. Die letzte beziehungsweise erste Haltestelle im Münchener Stadtgebiet wird kursiv dargestellt.
- 220  Giesing Bf. – 3 – St.-Quirin-Platz – 6 – Kiefernstraße – Unterhaching Bf. – Winning - Brunnthal, Zusestraße
- 259  Pasing Bf. – 4/5 – Siedlung am Haidelweg – Martinsried
- 265  Pasing Bf. – 4/5 – Siedlung am Haidelweg – Gräfelfing – Planegg Bf.
- 267  Altenburgstraße - 2 - Neuaubing - 1 - Trimburgstraße - Lochham - Martinsried - Fürstenried West
- 268  Waldfriedhof – 4/3 – Großhadern – 1 – Waldhüterstraße – Gräfelfing Bf.
- 270  Solln Bf. - 5 - Whistlerstraße - Großhesselohe Isartalbahnhof - Pullach Bf. - Höllriegelskreuth Bf.
- 294  Am Hart – 5 – Neuherbergstraße – Neuherberg – Garching-Hochbrück
- 295  Am Hart – 5 – Neuherbergstraße – Neuherberg – Oberschleißheim Bf.
- 710  Moosach Bf. – 7 – Karlsfelder Straße – Karlsfeld – Dachau Bf.